# Saint-Vincent-Cramesnil
Saint-Vincent-Cramesnil è un comune francese di 612 abitanti situato nel dipartimento della Senna Marittima nella regione della Normandia.

## Società

### Evoluzione demografica
Abitanti censiti